# Wikipédia em sueco
A Wikipédia sueca é a Wikipédia escrita em sueco, uma língua germânica falada na Escandinávia, maioritariamente na Suécia, e também em menor grau na Finlândia. Fundada em 2001, é atualmente a terceira maior Wikipédia existente, com mais de 3 790 058 artigos, dos quais um elevado número produzido por meio de Web robot, com destaque para o Lsjbot, que produziu quase um milhão de artigos em língua sueca.

## Cronologia
- 8 de julho de 2003: 10 000 artigos.
- 21 de janeiro de 2004: 20 000 artigos.
- 23 de maio de 2004: 30 000 artigos.
- 13 de setembro de 2004: 40 000 artigos.
- 17 de novembro de 2004: 50 000 artigos.
- 6 de fevereiro de 2005: 60 000 artigos.
- 12 de abril de 2005: 70 000 artigos.
- 8 de junho de 2005: 80 000 artigos.
- 22 de julho de 2005: 90 000 artigos.
- 27 de agosto de 2005: 100 000 artigos.
- 23 de dezembro de 2006: 200 000 artigos.
- 13 de dezembro de 2008: 300 000 artigos.
- 27 de setembro de 2012: 500 000 artigos.
- 16 de janeiro de 2013: 600 000 artigos.
- 1 de fevereiro de 2013: 700 000 artigos.
- 19 de fevereiro de 2013: 800 000 artigos.
- 25 de março de 2013: 900 000 artigos.
- 15 de junho de 2013: 1 000 000 artigos.
- 21 de agosto de 2013: 1 500 000 artigos.
- 6 de setembro de 2015: 2.000.000 artigos.
- 27 de abril de 2016: 3.000.000 artigos.